# NGC 2778
NGC 2778 (również PGC 25955 lub UGC 4840) – galaktyka eliptyczna (E), znajdująca się w gwiazdozbiorze Rysia. Odkrył ją William Herschel 28 marca 1786 roku. W jej pobliżu na niebie widoczna jest mniejsza NGC 2779, prawdopodobnie galaktyki te są ze sobą fizycznie powiązane.